# Агбалян, Гор
Гор Агбалян (нидерл. Gor Agbaljan; род. 25 апреля 1997, Талыш, НКР) — армянский футболист, играющий на позиции полузащитника.

## Клубная карьера
Агбалян является уроженцем Армении. Ещё в детстве вместе с родителями переехал в Нидерланды. С девяти лет тренировался в академии «Херенвена», которую закончил в 2016 году. Летом 2016 года подписал контракт с другим нидерландским клубом — «Хераклесом». Выступал за вторую команду клуба. С того же сезона 2016/2017 привлекался в основную команду. 24 сентября 2016 года дебютировал в Эредивизи в поединке против «Гронингена», выйдя на замену на 86-й минуте вместо Томаса Брюнса.